# Григорій Гришко
Григорій Гришко (Грицько Іванович) (*1649 - †1692) — наказний гетьман Правобережної України (1689-1692).
1649 року у родині козака Івана, в одному з містечок Правобережної України, народився хлопчик, якому дали ім'я Грицько. Походження і родовід невідомі.
Григорій Гришко був серед перших козацьких полковників, яким згідно зі спеціальною постановою вального сейму Речі Посполитої у лютому 1685 року дозволялося здійснювати військово-політичну діяльність на теренах Правобережної України. Виконуючи положення вищого законодавчого органу Речі Посполитої і керуючись «приповідним» листом гетьмана Андрія Могили, Гришко протягом кількох місяців набрав до військової служби близько 300 козаків, які того ж року були використані королівським урядом для витіснення з території Центральної та Південно-Східної Європи османсько-татарських сил. Саме тоді Гришко відзначився на чолі пішого козацького полку під час походу армії Речі Посполитої Станіслава Яна Яблоновського на османські володіння в Молдові, Волощині та Буковині (1685).
У другій половині 1686 року підрозділ Гришка (близько 400 чол.) разом з іншими козацькими полками (всього близько 2500 осіб) брав активну участь у черговому поході армії Речі Посполитої до Молдавії, який очолював король Ян III Собеський. Частини українського козацтва входили до складу 36-тисячного війська Речі Посполитої. «Його Королівська Милість, здійснюючи свої славні плани, хоче помститися за пролиту кров предків і народу свого, вирішив витіснити татар з Буджака і дійти до Чорного моря… постановив завтра рушити на Бесарабію…» — засвідчував 5 серпня того ж року плани уряду Речі Посполитої посол Венеції у Польщі Альберті. Незважаючи на те, що Ян III Собеський вже не був тим «Собеським з-під Хотина і Відня», а його армія не здобула у цьому поході переконливих перемог над османами і татарами, тим не менш і тут козацькі полки Правобережної України відзначилися своїм воєнним мистецтвом під час локальних сутичок з ворогом. За підрахунками вчених, у Молдавському поході 1686 року загинуло близько трьохсот козаків.
Після смерті на початку 1689 року гетьмана Андрія Могили, король Речі Посполитої Ян III Собеський, який особисто опікувався козацтвом Правобережної України, виступив із пропозицією на варшавському сеймі: «…що з козаками робити, і якщо їм дати гетьмана». Згідно з його універсалом від 14 (04) травня 1689 р., Гришка було проголошено наказним гетьманом правобережного Війська Запорозького.
Підрозділи козацького війська під керівництвом Гришка брали активну участь у відвоюванні захопленої османами молдовської фортеці Сороки, а також у походах на землі Білгородської орди. Резиденція Гришка була в м.Немирів, яке у 1689 р. намагався здобути фастівській полковник Семен Палій. Саме тому наказний гетьман Гришко став ініціатором ув'язнення Палія урядовцями Речі Посполитої. Очолюючи козацькі посольства до Речі Посполитої, не раз зустрічався з Яном III Собеським. Добивався розширення території, підвладної козакам, а у 1690 р. домігся утримання за рахунок державного скарбу Речі Посполитої 2-тисячного козацького компуту.
Гришко, керуючи правобережними полками, продовжував політику свого попередника, що полягала у військовій співпраці з владою Речі Посполитої задля укріплення козацького устрою Правобережної України. У липні 1689 року він разом з підрозділами «козацького» комісара Станіслава Сигізмунда Друшкевича намагався відвоювати у османів стратегічно важливу фортецю Сороки, яка знаходилася на молдавському березі Дніпра. Цей намір закінчився невдачею, що однак не завадило одному з італійських «летючих листків» вмістити інформацію про битву польсько-українських військ із османами і татарами в Молдавії.
Під час гетьманства Григорія Гришка забезпечувався ефективніший, порівняно з попередніми роками, захист Правобережної України від нападів татарських загонів.